# Herederos de una venganza
Herederos de una venganza es una telenovela argentina producida por Pol-ka Producciones en el 2011 y 2012 y emitida por El Trece. Fue protagonizada por Luciano Castro y Romina Gaetani. Coprotagonizada por Marcela Kloosterboer, Marco Antonio Caponi. Antagonizada por Benjamín Vicuña, Federico Amador, Daniel Kuzniecka, Noemí Frenkel, Sergio Surraco, Paula Morales y el primer actor Rodolfo Ranni. También, contó con las actuaciones especiales de los primeros actores Leonor Benedetto, Antonio Grimau y Betiana Blum. Y la participación estelar de Alfredo Alcón como actor invitado. En un principio, el villano principal era Daniel Kuzniecka pero por diversas cuestiones dejó la tira y entró como nuevo villano Benjamín Vicuña. La telenovela fue filmada en la localidad de Bella Vista, perteneciente al Partido de San Miguel, en la Provincia de Buenos Aires.

## Sinopsis
La novela se centra en los habitantes de Vidisterra, un pequeño pueblo dedicado casi exclusivamente al cultivo de la vid y la producción de vino. Allí existe una sola bodega que posee todos los viñedos y todas las fuentes de trabajo. Antonio (Luciano Castro) ingeniero agrónomo, llega al lugar con el único fin de contraer matrimonio con Angie, su novia y hermana de su querido amigo Rafael (Federico Amador), quien desea casarse en el pueblo que la vio nacer. Pueblo que, paradójicamente, también será testigo —y escenario— de su prematura y misteriosa muerte.
Para todos, Vidisterra parece ser el ámbito ideal en donde los habitantes encontraron su lugar en el mundo para vivir y desarrollarse. Tal es el caso de Emilia (Marcela Kloosterboer), hija de Regina Piave (Leonor Benedetto) y heredera del imperio vitivinícola familiar. Sin embargo, para Mercedes (Romina Gaetani) habitar en el pueblo supone convivir con un estigma, ya que recién salió de la cárcel —gracias a la ayuda de Martín Sartre (Daniel Kuzniecka)—, luego de una condena que le significó el repudio popular. Su hermano Lucas (Marco Antonio Caponi) será su apoyo incondicional mientras que su madre Delicia (Betiana Blum) mascullará en silencio su desafortunado destino.
Pero, además, algo oscuro encierra la cava de la bodega mayor de Vidisterra. Allí se reúne una logia milenaria liderada por el Gran Maestre (Alfredo Alcón) y de la cual participan los personajes más destacados y poderosos del pueblo: el comisario Vicente Roca (Antonio Grimau); la millonaria Regina Piave; el intendente Octavio Capogreco (Rodolfo Ranni); su hijo Cosme Capogreco (Sergio Surraco); el doctor Martín Sartre y el juez Santos Eugenio Pratt (Miguel Dedovich). Esta logia adoradora de la vid y el vino cree en las profecías reveladas por el Gran Maestre a través del Libro Sagrado. La más importante de esas profecías dice que el fin del mundo está por llegar y que Vidisterra es el pueblo elegido para sobrevivir a la catástrofe. Sin embargo, para que estas tierras puedan salvarse, es necesario hacer un gran sacrificio.

## Elenco
| Actor                 | Personaje          | Descripción | Estado |
| Protagonistas         |                    | |        |
| --------------------- | ------------------ | --- | ------ |
| Luciano Castro        | Antonio Puentes    | Amigo de Rafael y novio de Angie que regresa a Vidisterra para casarse con ella.(Forastero) es el hijo biológico de Regina y de Octavio, medio hermano de Cosme y Lola, hermano de Emilia.Al final se casa con Mercedes y tienen a su pequeño Ian | Vivo   |
| Romina Gaetani        | Mercedes Leiva     | Hija de Delicia que vuelve a su pueblo luego de estar ocho años en prisión por el crimen de su marido.(Anunciada) | Viva   |
| Marcela Kloosterboer  | Emilia San Marco   | Hija de Regina que se siente atraída por Lucas y por Rafael. | Viva   |
| Federico Amador       | Rafael Ferrero     | Hermano de Angie que está perdidamente enamorado de Emilia. | Preso  |
| Leonor Benedetto      | Regina Piave       | Madre de Emilia,viuda, miembro de La Logia y esconde un gran secreto.Al final se suicida. | Muerta |
| Rodolfo Ranni         | Octavio Capogrecco | Intendente del pueblo y líder de La Logia que cometió un gran error en el pasado. Asesinado por Cosme. | Muerto |
| Antonio Grimau        | Vicente Roca       | Comisario de Vidisterra que es parte de La Logia y padre adoptivo de Antonio.La Logia lo sacrifica. | Muerto |
| Daniel Kuzniecka      | Martín Sartre      | Médico del pueblo que trabaja para Octavio y La Logia; y está enamorado de Mercedes.La Logia lo sacrifica. | Muerto |
| Marco Antonio Caponi  | Lucas Merlot Leiva | Hijo de Delicia y hermano de Mercedes,está enamorado de Emilia. | Vivo   |
| Betiana Blum          | Delicia Leiva      | Madre de Mercedes y Lucas, estuvo toda su vida enamorada de Octavio en secreto. | Viva   |
| Benjamín Vicuña       | Benicio Echagüe    | El es "El maldito" que buscaba La Logia; que llega y se enamora de Mercedes. Asesinado por Antonio. | Muerto |
| Coprotagonistas       |                    | |        |
| Noemí Frenkel         | Gretel Schroeder   | Asistente de Octavio, vive por él y para él pero en verdad está enamorada de él. Asesinada por Octavio mismo. | Muerta |
| Sergio Surraco        | Cosme Capogrecco   | Hijo de Octavio, éste lo desprecia cada vez que puede a pesar de que ayuda a La Logia. | Preso  |
| Guillermo Arengo      | Pedro Cortez       | Inquilino de Rafael, cuidó de él y Angie cuando sus padres murieron en ese fatal accidente. | Vivo   |
| Virginia Kaufmann     | Frida Krause       | Enfermera del hospital del pueblo de Vidisterra y asistente del médico Martín. | Viva   |
| Victorio D´Alessandro | Miguel Morán       | Un peón Golondrina que es el mejor amigo y mano derecha de Lucas. Asesinado accidentalmente por Cosme. | Muerto |
| Anita Gutiérrez       | Estrella Azul      | Mucama de Regina. Le gusta Pedro, lo cual le traerá muchos problemas con Sabina. | Viva   |
| Cecilia Miserere      | Sabina Cortéz      | La esposa de Pedro y casera de Rafael que conoce secretos de Vidisterra. | Viva   |
| Federico Salles       | Catulo Tedeschi    | Es el loco del pueblo que posee una conexión especial con Mercedes. | Vivo   |

### Participaciones
- Alfredo Alcón como Franz Lipp, el Gran Maestre.
- Felipe Colombo como Bernardo Berlanga.
- Gerardo Chendo como Marcos Camino.
- Gimena Accardi como Emilia "China" Villegas.
- Manuela Pal como Paula Lescano.
- Ian Zelener como Ian Malbec Puentes Leiva.
- Flor Torrente como Lola Capogrecco.
- Romina Ricci como Eva Lastrete.
- Agustina Lecouna como Isabella Ibarra.
- Viviana Saccone como La Jueza Victoria Calvo.
- Mariano Torre como Paul Barquinero.
- Martín Palladino como Chávez.
- Benjamín Amadeo como Andrés Gutiérrez.
- Paula Morales como Julia Monteleón.
- Gabriela Groppa como Ángela "Angie" Ferrero/Herstatt.
- Pochi Ducasse como Sofía de Tedeschi.
- Miguel Dedovich cimi Juez Santos Eugenio Pratt.
- Beatriz Dellacasa como Sara Puentes.
- Michel Noher como Jacques.
- Adrián Pajhon como Ricardo.
- Inés Palombo como Estefanía.
- Alejo García Pintos como Dionisio Mestre.
- Erika Wallner como Angerda de Piave/Kampf.
- Miguel Habud como Mauricio San Marco.
- Silvina Acosta como Melania Di Lorenzi.
- Néstor Sánchez como Tte. Beldini.
- Sabrina Carballo como Mucama Marisa.
- Mónica Gonzaga como Mercedes “Meme”.
- Ernesto Claudio como El juez Balerza.
- Horacio Peña es Moline.
- Rubén Stella como El Gobernador Berassi.
- Malena Sánchez como Andrea.
- Diego Gentile como Tito.
- Valentina Godfrid como María.
- Natalia Santiago cómo Emma.
- Edward Nutkiewicz como Helmut.
- Fabián Rendo como Galeri.
- Horacio Acosta como El Padre de Lucas.
- Jorge García Marino como Dr. Schultz.
- Fabricio Villagra como Toribio "Toro”.
- Martina Perret como Rocío Cortez.
- Atilio Pozzobon como El Cura.
- Susana Ortiz como Elvira.
- Daniel Chocarro como Julio.
- Gustavo De Filpo como El Guardia
- Matias Sanchez es Peón

## Premios y nominaciones

### Premios Martín Fierro 2011
- Herederos de una venganza nominada como Mejor telenovela.
- Luciano Castro nominado como Mejor actor de novela.
- Romina Gaetani nominada como Mejor actriz de novela.
- Leonor Benedetto nominada como Mejor actriz de reparto.
- Alfredo Alcón nominado como Mejor actuación especial.
- Virginia Kaufmann nominada como Mejor revelación.
- «Herederos» - David Bisbal nominada como Mejor cortina musical.